# Magnerico
Magnerico (in tedesco: Magnerich; Treviri, ... – Treviri, 596) fu vescovo di Treviri dal 566 fino alla sua morte.
È venerato come santo dalla Chiesa cattolica, che lo commemora il 25 luglio.

## Biografia
Secondo le sue agiografie, Magnerico (nome germanico, da magan o magin, "grandezza", "forza", "potenza", e ric, "capo", "signore", "re", "governare") nacque agli inizi del VI secolo e studiò sotto Nicezio, vescovo di Treviri, da cui venne ordinato sacerdote. Nel 560 Nicezio scomunicò Clotario I, che quindi lo condannò all'esilio: Magnerico lo seguì, e insieme rientrarono a Treviri già l'anno seguente, quando vennero richiamati da Sigeberto I. Nel 566 Magnerico succedette a Nicezio come vescovo della diocesi.
Durante il suo ministero episcopale ordinò san Gaugerico e diede riparo a san Teodoro di Marsiglia quando questi venne esiliato da Gontrano nel 585, intercedendo per lui presso re Childeberto II. Assai devoto a san Martino, gli costruì e intitolò diverse chiese e un monastero; proprio durante un pellegrinaggio a Tours conobbe e divenne amico di san Gregorio, che lo cita nella sua Historia Francorum; ebbe ottimi rapporti anche con Venanzio Fortunato, che pure ne parla molto bene nei suoi scritti. 
Magnerico morì nel 596, dopo trent'anni di episcopato e assai anziano, e venne sepolto a Treviri in una chiesa da lui fondata e dedicata a san Martino.